# 岩田惣三郎
岩田 惣三郎（いわた そうざぶろう、天保14年3月15日（1843年4月14日） - 1933年（昭和8年）8月24日）は戦前日本の実業家、相場師。尾州銀行・甲子興業・岩田商事・中外綿業を設立し、摂津紡績（のちの大日本紡績）の設立にもくわわる。大阪三品取引所・大日本紡績・真宗大谷派でも重役を歴任した。

## 生涯

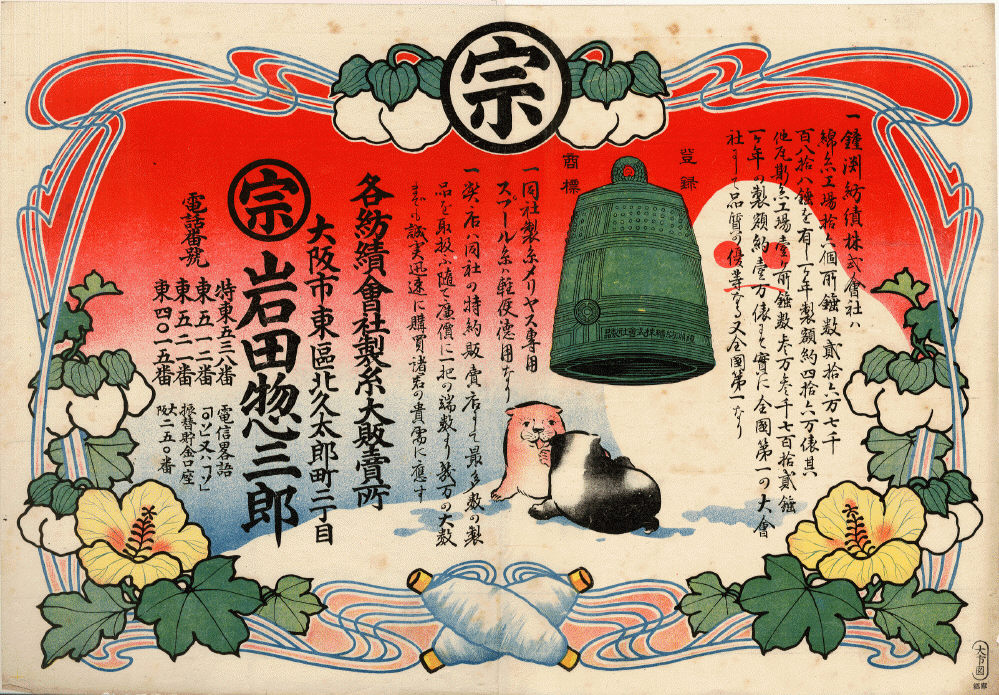
鐘淵紡績引札

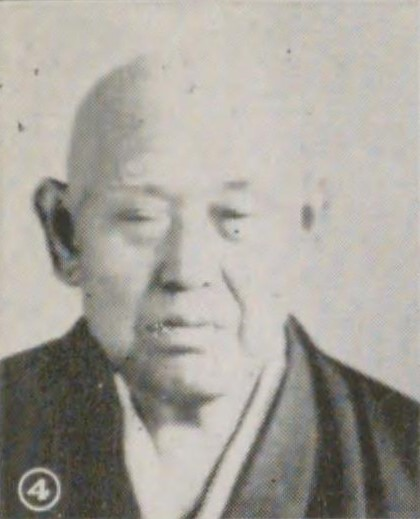
岩田惣三郎

天保14年（1843年）3月15日尾張国中島郡奥村瀬古（愛知県一宮市奥町）に岩田常右衛門の次男として生まれた。幼名は松之丞。嘉永4年（1851年）春から安政3年（1856年）末まで同郡野府村（開明村）円光寺の寺子屋で読み書きを学んだ。
明治3年（1870年）3月分家し、一宮・名古屋を往復して綿糸・綿布を商った。1874年（明治7年）大阪に出て、兄常右衛門と船場に店舗を構えた。1881年（明治14年）7月北久太郎町二丁目11番屋敷に独立し、外国商館と交渉してインド糸・イギリス製綿糸を輸入し、事業を拡大した。
1889年（明治22年）4月15日摂津紡績の設立発起人となり、初代取締役に就任し、女工への傘の支給や、僧侶を招いての法話を行った。一度取締役を辞任するも、業績が悪化すると取締役に復帰し、監査役も務めた。
1893年（明治26年）末、中村惣兵衛・今西林三郎・山本治兵衛・岩田孫太郎等と発起人惣代として内外綿花、綛糸、木綿取引所（後に大阪三品取引所）設立に参加し、理事を27年間、監事を3年間務めつつ、これら三品の取引で監事田附政次郎と鎬を削った。1896年（明治29年）2月2日尾州銀行を創立して取締役、頭取を務めたほか、甲子興業を設立して社長となり、大阪商業会議所議員も務めた。
1918年（大正7年）6月1日摂津紡績が尼崎紡績と合併して大日本紡績となり、引き続き取締役を務めた。9月個人事業として行っていた綿糸販売業を株式会社に改組し、岩田商事を設立した。また、この頃大安生命保険取締役を兼ねた。
第一次世界大戦時、鐘淵紡績と1年半の長期売買契約を結んだ。1918年（大正7年）215円に暴落した綿糸を買い入れると、翌年には700円に値上りして莫大な利益を得、70割超の配当を行った。1919年（大正8年）頃茂木惣兵衛 (3代目)と中外綿業を設立し、長男松之助を社長とし、自らは顧問を務めた。
1920年（大正9年）3月戦後恐慌で綿糸が暴落し、中外綿業は破綻した。長期先物約定により岩田商事も多額の債務を負ったが、手形の代金決済を拒否すると、1921年（大正10年）2月大阪合同紡績・東洋紡績・鐘淵紡績・大日本紡績に訴訟を提起され、日本銀行結城豊太郎の仲裁を受けた。岩田商事は破産を免れたものの、惣三郎は業界の信用を失って「因業老人」と揶揄され、主導権を三男宗次郎に譲り、1921年（大正10年）1月30日大日本紡績取締役も辞任した。
1930年（昭和5年）米寿に当たり三品取引所理事を引退した。晩年は京都市下京区不明門通万年寺角の別邸に隠居し、寿楽と号して趣味に興じた。囲碁は初段格といい、関西の実業家大会に出場、浄瑠璃も自ら演じて九十九会を主導したほか、京都の書家東南沢堂に書道を習い、新聞社主催の実業家余技大会に出品した。1933年（昭和8年）8月24日慢性腎臓病で死去した。

## 宗教活動
先祖代々真宗大谷派を信仰し、自身も同派の運営に深く関与し、岩田本願寺の異名を取った。1893年（明治26年）1月大谷派本願寺世話方、1909年（明治42年）6月会計部相談役を務め、経理委員を引き受けたほか、相続講参与・財務監査、本廟護持財団法人理事・参議員を兼任し、1920年（大正9年）12月20日本山総講顕・財務顧問に就任した。
私立大谷女学校・大谷高等女学校・大谷女子専門学校等の教育事業にも多額の寄付を行い、これら3校を統括する財団法人大谷学園が設立されると理事に就任した。

## 記念碑

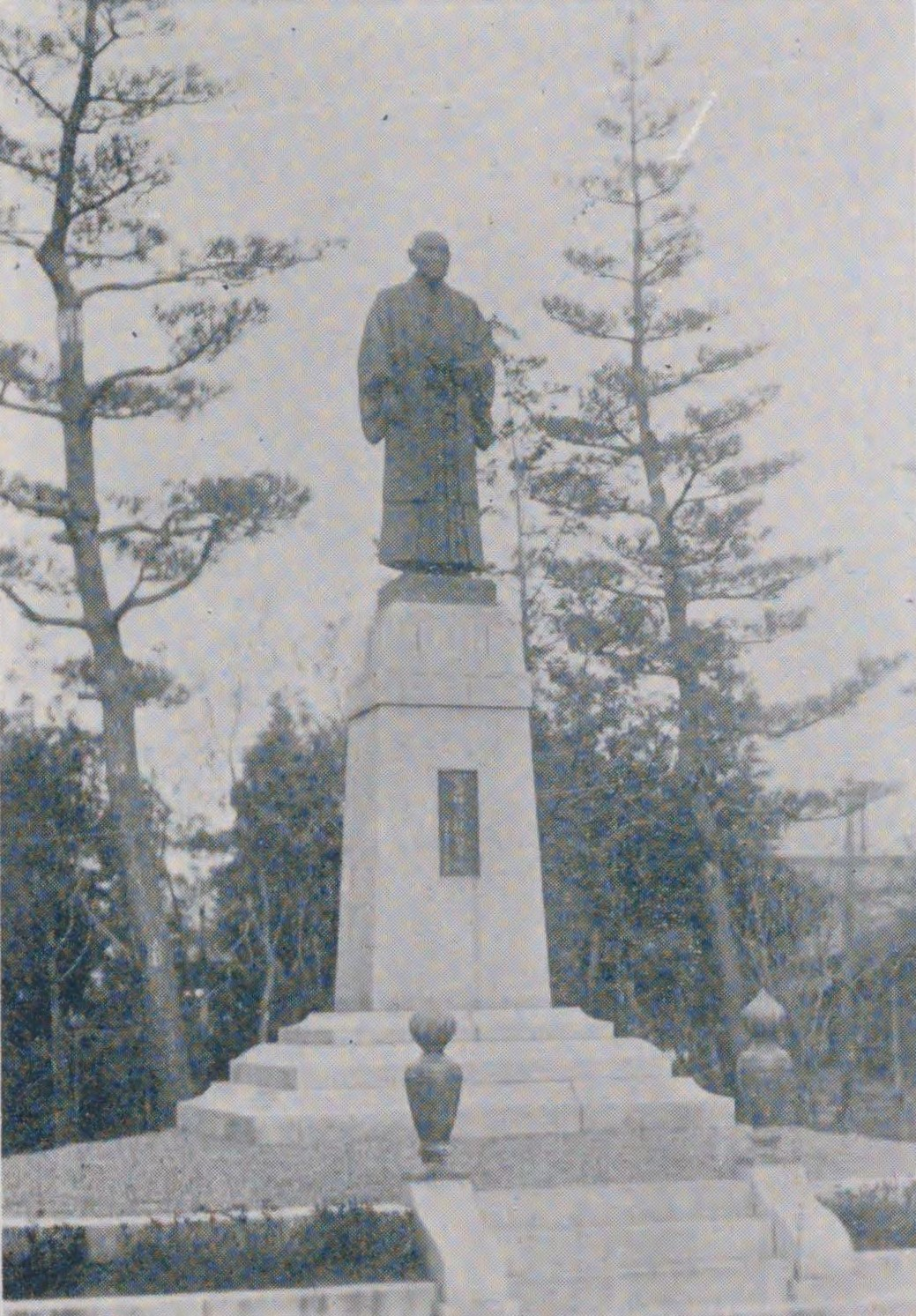
岩田惣三郎翁寿像

- 岩田惣三郎翁寿像 - 1933年（昭和8年）7月大角岑生撰文、10月竣工[4]。
- 岩田惣三郎頌徳碑 - 一宮市立奥中学校北舎西に所在[30]。

## 栄典
- 1921年（大正10年）10月12日 紺綬褒章[31]

## 親族
先祖は代々農業を営んだ。
- 父：岩田常右衛門[1]
- 母：岩田利世[1]
- 兄：岩田常右衛門[5] – 天保9年（1838年）6月生[3]。
  - 甥：岩田保太郎 - 常右衛門長男。慶応元年（1865年）3月15日生。大阪三品取引所監査役、飾磨紡績代表社員[3]、岩田常商店取締役[32]。
  - 養甥：岩田常右衛門 - 岩田又四郎次男。明治元年（1868年）6月6日生。幼名は金三郎[17]。尾州銀行・由良染料・岩田商業・中京貿易取締役[33]、大安生命保険監査役[34]、岩田常商店代表取締役、宝塚ホテル取締役兼支配人、宝塚植物園取締役[35]。
- 長女：岩田スミ – 明治元年（1868年）12月生。正一妻[3]。
- 養子：岩田正一 – 島津彦八四男。万延元年（1860年）5月28日生[36]。岩田商事取締役、中京貿易監査役、大阪三品取引所仲買人[37]、尾州銀行[38]・甲子興業監査役[39]。
- 長男：岩田松之助 – 明治5年（1872年）1月生。岩田商事・中京貿易・中外綿業取締役[40]。
  - 孫：岩田宗太郎 - 松之助長男。1901年（明治34年）4月生。甲子興業取締役、尾州銀行監査役[39]。
- 次女：岩田つね – 1878年（明治11年）1月生。岩田悦次郎妻[41]。
- 三男：岩田宗次郎 – 1887年（明治20年）7月生。尾州銀行・岩田商事・中京貿易・中外綿業取締役、南海紡績監査役[34]、甲子興業・長崎紡績取締役、日本レイヨン監査役[39]、岩田商事社長、大日本紡績会長[42]。1953年（昭和28年）9月13日没[42]。
- 四男：岩田千代三郎 – 1889年（明治22年）7月生。京都高等蚕業学校卒。会社員[35]。
- 五男：岩田金之助 – 1894年（明治27年）1月生。大阪府田代豊養子。岩田商事・甲子興業取締役[43]。
- 子孫：岩田彰一郎 － 1950年（昭和25年）8月14日生まれ。大阪府出身。アスクル株式会社創業者。